# Crazy Cars
Crazy Cars è un simulatore di guida pubblicato nel 1987-1988 per i computer Amiga, Amstrad CPC, Atari ST, Commodore 64, Mac OS, MS-DOS, MSX, Thomson MO5, Thomson TO8 e ZX Spectrum dalla Titus Software. Presenta modelli reali di auto sportive su strada pubblica con prospettiva tridimensionale in terza persona.
Una conversione per Atari 2600 venne avviata, ma abbandonata.
Crazy Cars è uno dei software dello Starter Kit, uno dei pacchetti venduti inclusi con l'Amiga 500 in Europa e Australasia, nel 1989-1990.
Diede inizio alla serie Crazy Cars, comprendente due seguiti usciti entro pochi anni e uno vent'anni dopo.

## Modalità di gioco
Il giocatore partecipa a una corsa lineare attraverso varie zone degli Stati Uniti d'America, sebbene in alcune versioni come Amstrad CPC e ZX Spectrum il paesaggio di sfondo rimanga sempre lo stesso. L'auto pilotata cambia automaticamente con una sempre più potente man mano che si procede lungo il tragitto; i modelli sono, nell'ordine, Mercedes 560, Porsche 911, Lamborghini Countach e Ferrari GTO.
L'auto è inquadrata da dietro e la prospettiva è tridimensionale, con la strada che si allontana verso l'orizzonte. C'è un panorama di sfondo, ma lo scenario è poco particolareggiato, con pochi oggetti visibili a lato della carreggiata.
La strada è caratterizzata da curve e da occasionali dossi, che se presi in velocità fanno balzare in aria l'auto.
Il controllo è limitato a sterzo, accelerazione e freno. Il cambio è automatico e simulato solo dal punto di vista sonoro. Si nota la mancanza di altri dettagli come i danni all'auto o il carburante.
Lungo il percorso si incontrano altre automobili che viaggiano nella stessa direzione. Gli scontri e le uscite di strada causano soltanto il rallentamento dell'auto.
Quando si viene tamponati da un altro veicolo, l'auto rimbalza e salta similmente a quando prende un dosso.
Per superare ogni tappa del percorso ed evitare il game over è necessario tagliare il traguardo prima che scada il tempo. A tempo scaduto il motore si arresta ma l'auto continua ad avanzare ancora un po' per inerzia e potrebbe ancora raggiungere il traguardo.
In alcune versioni come Amstrad CPC e Atari ST le tappe sono senza interruzioni e anche il cambio del modello di auto avviene senza fermarsi, durante la guida.
Nelle versioni per computer a 16 bit c'è una curiosa schermata di game over, con le quattro auto piantate in terra come se fossero alberi.

## Accoglienza
Crazy Cars ricevette valutazioni molto variabili dalla critica coeva, con medie dei giudizi vicine a 6/10. Alcuni furono molto duri, come il 33% della rivista Zzap! 30 (Commodore 64) e il 29% di The Games Machine 9 (Amiga).
Spesso appariva come un gioco di corse ordinario, con nulla di nuovo rispetto a molti già visti.

## Serie
- Crazy Cars (1987) per vari computer
- Crazy Cars II (1989) o F40 Pursuit Simulator in USA, per vari computer
- Crazy Cars 3 (1992) o Lamborghini: American Challenge, per vari computer e console
- Crazy Cars: Hit the Road (2012) per Windows, Macintosh e dispositivi mobili